# Interpret Europe
Evropsko združenje za interpretacijo dediščine (izvirno angleško Interpret Europe – European Association for Heritage Interpretation) je mednarodna organizacija s sedežem v Nemčiji, kjer je uradno vpisana kot društvo v javnem interesu.
Interpret Europe spodbuja dialog in partnerstva med združenji, univerzami, institucijami, podjetji ter fizičnimi osebami iz več kot 55 držav. 

## Zgodovina
Interpretacija dediščine se je razvila v prvi polovici 20. stoletja v ameriških nacionalnih parkih. Utemeljil jo je Freeman Tilden leta 1957. Prvo nacionalno združenje za interpretacijo dediščine v Evropi je bilo leta 1975 ustanovljeno britansko združenja za interpretacijo dediščine, predhodnik današnjega združenja profesionalnih interpretatorjev (The Association for Heritage Interpretation). Interpret Europe je zaživel leta 2000 in sprva deloval kot odprta mreža. Mednarodno združenje je bilo ustanovljeno 14. julija 2010 v Sloveniji.

## Organiziranost
Interpret Europe deluje po dvotirnem sistemu: vodstvo in nadzorni svet. Vodstvo predstavljata najmanj dva zakonita zastopnika izmed članov, ki sta odgovorna za vodenje društva. Vodstvo določi nadzorni svet, ki ga sestavlja tri do devet članov, in je izvoljen na skupščini. Vodstvo in nadzorni svet sta neposredno odgovorna skupščini.

## Cilji
Poslanstvo združenja je spodbujati izmenjavo izkušenj in idej ter si prizadevati za širjenje dobrih praks in raziskav na področju interpretacije dediščine. 
Interpretacija naravne in kulturne dediščine je neformalni izobraževalni koncept, ki spodbuja k vzpostavitvi odnosa do naravne in kulturne dediščine preko neposredne izkušnje krajev, objektov ali dogodkov. Interpretacija dediščine po svetu poteka predvsem na zavarovanih območjih narave in kulturne dediščine, na območjih naravnih in kulturnih spomenikov, v muzejih, živalskih vrtovih in botaničnih vrtovih.
Združenje se predstavlja kot evropska platforma za sodelovanje in izmenjavo izkušenj med zgoraj naštetimi institucijami kot tudi med visokošolskimi ustanovami, ki poučujejo veščine interpretacije dediščine.

## Aktivnosti
Združenje organizira letne mednarodne konference, sodeluje v mednarodnih projektih in izvaja usposabljanja.
Letne mednarodne konference so večdnevni dogodki. V nekaj dneh se v okviru konference zvrsti tudi do 100 različnih predavanj, delavnic in ekskurzij, ki jih v večini pripravijo udeleženci. Do danes so bile izvedene konference: v Nemčiji (2011), Italiji (2012), na Švedskem (2013), Hrvaškem (2014), Poljskem (2015), Belgiji (2016), Velika Britanija (2017), Madžarska (2018) ter BIH (2019). Leta 2020 je potekala letna konferenca na spletu.
Konferenca v Belgiji v letu 2016 z naslovom »Interpretacije dediščine – za prihodnost Evrope« se je ukvarjala z vprašanjem, kako lahko doživljanje dediščine naslavlja teme človekovih pravic, aktivnega državljanstva ali miru. Vodila je do iniciative “Engaging citizens with Europe’s cultural heritage”, za katero je Interpret Europe prejela leta 2017 nagrado Evropske unije Altiero Spinelli Prize.
Mednarodni projekti so osredotočeni na različne teme in področja, ki vključujejo razvoj standardov kakovosti (projekt LEADER Transinterpret, projekt Leonardo TOPAS), razvoj ponudbe programov usposabljanja (projekt Leonardo HeriQ, Erasmus+ “DELPHI” Project), delo s skupinami s posebnimi potrebami (projekt Grundtvig HISA) in uporabo paradigmatskih učnih pristopov (projekt Leonardo IOEH, projekt Grundtvig InHerit). 
Usposabljanja v okviru združenja potekajo v različnih jezikih in so namenjena vodnikom interpretatorjem, gostiteljem, piscem interpretativnih besedil, načrtovalcem interpretacije ter izvajanje kostumiranega vodenja v ustanovah, ki so namenjene obiskovalcem, kot npr. zaščitena območja narave in muzeji. 

## Sodelovanja
Interpret Europe je članica Evropskega zavezništva za dediščino - European Heritage Alliance, Podnebne mreže za dediščino - Climate Heritage Network  in Strokovne skupine Evropske unije za kulturno dediščino (Cultural Heritage Forum).  
IE je del globalnega zavezništva za interpretacijo dediščine. Sodeluje z Nacionalnim združenjem za interpretacijo iz ZDA, Interpretacija Kanada, Interpretacija Avstralija ter ostalimi mrežami in iniciativami. 
V Evropi se povezuje z Associação de Interpretação do Património Natural e Cultural (Portugalska), Asociación para la Interpretación del Patrimonio (Španija), Združenje za interpretacijo dediščine (VB), Interpretirajmo Hrvaško, Interpretirajmo Švico in Sdružení pro interpretaci místního dědictví.
Interpret Europe podpira razvoj novih nacionalnih združenj po Evropi.